# Xızı
Xızı (traslitterato in Khizi) è una città dell'Azerbaigian, capoluogo dell'omonimo distretto.